# 西普拉島
西普拉島是印度尼西亞的島嶼，位於蘇門答臘附近，面積845平方公里，是明打威群島中面積最小和最多發展的島嶼，島上只剩下原有雨林的10%至15%，是衝浪的勝地，北巴蓋島和南巴蓋島位於西普拉島以南。